# 木村大成
木村 大成（きむら たいせい、2003年9月12日 - ）は、北海道北広島市出身のプロ野球選手（投手）。左投左打。福岡ソフトバンクホークス所属。

## 経歴

### プロ入り前
北広島市立東部小学校1年生の時に軟式野球を始め、北広島市立東部中学校では軟式野球部に所属した。
北海高等学校に進学し、1年春からベンチ入り。2年秋からエースとなり、北海道大会で優勝。3年春の第93回選抜高等学校野球大会に出場し、開幕戦となった神戸国際大附との1回戦に先発したが、1点リードの9回裏に同点に追い付かれ、延長10回裏に適時打を打たれサヨナラ負けを喫した。同年夏の南北海道大会では苫小牧中央との1回戦にて、視察に訪れたスカウトのスピードガンで自己最速を更新する150km/hを記録した。同大会で優勝して第103回全国高等学校野球選手権大会に出場し、1回戦で春に敗れた神戸国際大附と再び対戦。序盤に2失点するも3回以降は無失点に抑えたが、打線の援護がなく敗れた。
大会後にプロ志望を明言し、2021年9月10日にプロ志望届を提出、同10月11日のドラフト会議において、福岡ソフトバンクホークスから3位指名を受けた。11月14日に契約金5000万円、年俸550万円で入団に合意した（金額は推定）。背番号はこの年限りで現役を退いたデニス・サファテが着用していた58に決まり、「少しプレッシャーもあるけど、超えられるように」と意気込んだ。

### ソフトバンク時代
2022年3月10日に新型コロナウイルスに感染してしまい、開幕から出遅れたものの、4月12日の三軍戦で実戦デビュー。5月11日、ウエスタン・リーグの広島東洋カープ戦ではソフトバンクの新人一番乗りで公式戦初登板となり、2回1安打4奪三振無失点に抑えた。8月以降は左肩痛に悩まされ、ルーキーイヤーは二軍で6試合に登板して防御率6.43という成績であった。オフに現状維持となる推定年俸550万円で契約を更改した。
2023年は5月にインスタグラムのライブ配信中に酒缶が映っていたことから、球団から事実確認をされ、未成年飲酒が事実であると認め、加藤洸稀とともに厳重注意などの処分を受けた。8月下旬には左肘を痛めて戦列を離れたものの、この年は先発に挑戦し、ファーム（三軍・四軍）の非公式戦で22試合に登板して5勝0敗・防御率1.04、69イニングを投げて69奪三振・16四死球を記録。オフに現状維持となる推定年俸550万円で契約を更改した。
2024年9月16日に、二軍戦での初勝利を挙げた。最終的には二軍戦4試合に登板し、2勝1敗、防御率2.19という成績を残した。

## 選手としての特徴・人物
柔らかい腕の振りから投げる右打者の内角を突く最速150km/hの直球とキレ味鋭いスライダーが武器。その他の持ち球はカーブ、チェンジアップがある。
憧れの投手はリバン・モイネロ。
シンガーソングライターのあいみょんのファンであり、愛称は「大成」の「たい」と「あいみょん」の「みょん」を足した「たいみょん」。

## 詳細情報

### 背番号
- 58（2022年[9] - ）